# Morla (Fluss)
Morla ist ein Fluss in der italienischen Provinz Bergamo mit einer Länge von 14 km, wovon 8 km innerhalb der Stadt Bergamo liegen. Der Fluss entwässert ein Gebiet von 22 km² bei einem maximalen Abfluss von 93 m³/s.